# Димитрие Давидович
Димитрие Давидович (на сръбски: Димитрије Давидовић) е сръбски политик, журналист, писател и дипломат. 
Той е роден на 12 октомври 1789 година в Земун в семейството на православен свещеник в армията на Хабсбургите. Следва медицина във Виена, където издава сръбски вестник, публикува история на Сърбия и пише патриотични стихове. Сръбският княз Милош Обренович го назначава за свой секретар и му възлага дипломатически мисии, през 1834-1835 година е министър на просветата. През 1835 година оглавява комисията, изготвила проекта за сръбска конституция.
Димитрие Давидович умира на 24 март 1838 година в Смедерево.